# Eshtehardi
Eshtehardi är ett språk inom iranska språkfamiljen. Enligt Ethnologue tros språket endast användas som förstaspråk av vuxna. Troligen lärs språket inte ut i skolor.